# Municipio de Ensley
El municipio de Ensley (en inglés: Ensley Township) es un municipio ubicado en el condado de Newaygo en el estado estadounidense de Míchigan. En el año 2010 tenía una población de 2635 habitantes y una densidad poblacional de 28,08 personas por km².

## Geografía
El municipio de Ensley se encuentra ubicado en las coordenadas 43°19′50″N 85°37′55″O / 43.33056, -85.63194. Según la Oficina del Censo de los Estados Unidos, el municipio tiene una superficie total de 93.84 km², de la cual 91,72 km² corresponden a tierra firme y (2,25 %) 2,12 km² es agua.

## Demografía
Según el censo de 2010, había 2635 personas residiendo en el municipio de Ensley. La densidad de población era de 28,08 hab./km². De los 2635 habitantes, el municipio de Ensley estaba compuesto por el 97,04 % blancos, el 0,38 % eran afroamericanos, el 0,61 % eran amerindios, el 0,3 % eran asiáticos, el 0,42 % eran de otras razas y el 1,25 % eran de una mezcla de razas. Del total de la población el 3,26 % eran hispanos o latinos de cualquier raza.